# State of Violence
State of Violence  es una película del año 2010.

## Sinopsis
Bonedi acaba de ser nombrado director general de una importante empresa minera de Johannesburgo. Después de festejar el nombramiento con su esposa Joy y unos amigos, un hombre ataca a la pareja en su casa y mata a Joy. Bobedi considera que la justicia es demasiado lenta y decide vengarse. Cuando encuentra al asesino, no le queda más remedio que enfrentarse al secreto que les une a través del tiempo. Deberá decidir si seguir con el ciclo de violencia o acabar de una vez por todas.

## Premios
- Milano 2011